# Metka Wakounig

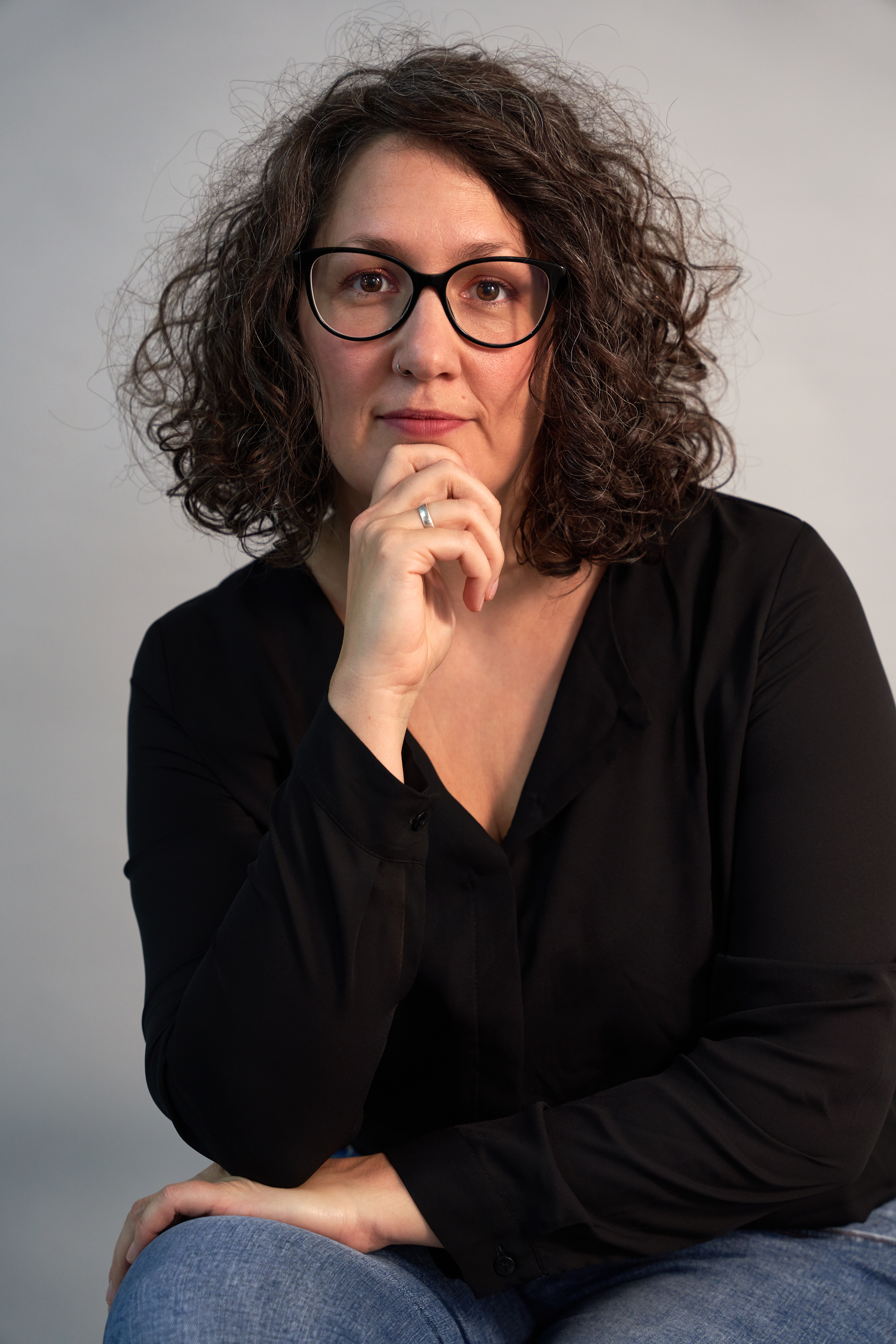
Metka Wakounig

Marjeta (Metka) Wakounig (* 30. April 1983 in Klagenfurt) ist eine österreichische Übersetzerin slowenischer Literatur und Lektorin. Sie ist Kärntner Slowenin.

## Leben und Wirken
Wakounig wuchs in Kärnten auf und studierte Translationswissenschaften und Germanistik an den Universitäten Graz und Bristol. Sie arbeitet als selbstständige Übersetzerin und Lektorin in Wien. Wakounig übersetzt slowenische Prosa, Lyrik und Kinderliteratur ins Deutsche und veröffentlicht gelegentlich eigene Texte. Beim Sommerkolleg für literarisches Übersetzen auf der kroatischen Insel Premuda war sie als Tutorin sowie Mentorin für Übersetzungen ins Deutsche tätig.

## Übersetzungen (Auswahl)
- Valentin Polanšek: Schicksalsherbst der Brüder. Zweiter Teil. Wien: Bahoe Books, 2024. (sl. Bratovska jesen. Drugi del)
- Valentin Polanšek: Schicksalsherbst der Brüder. Erster Teil. Wien: Bahoe Books, 2023. (sl. Bratovska jesen. Prvi del)
- Dušan Šarotar: Panorama. Passau: Schenk Verlag, 2023. (sl. Panorama)
- Erica Johnson Debeljak: verliebt, verheiratet, verwitwet, verhurt. Wiesbaden: Verlagshaus Römerweg, 2023. (sl. Devica, kraljica, vdova, prasica)
- Anja Štefan: Tanze, tanze, kleine Maus. Frankfurt/Main: Moritz Verlag, 2023. (sl. Drobtine iz mišje doline)
- Stanka Hrastelj: Batseba. Erlangen: homunculus verlag, 2022. (sl. Prva dama)
- Polona Glavan: Nachts in Europa. Passau: Schenk Verlag, 2021. (sl. Noč v Evropi)
- Gabriela Babnik: Trockenzeit. Passau: Schenk Verlag, 2021. (sl. Sušna doba)
- Sebastijan Pregelj: Das Gespenst Babujan und seine Freunde. Klagenfurt/Celovec: Drava, 2017. (sl. Duh Babujan in prijatelji)

- Sebastijan Pregelj: Das Gespenst Babujan und der unerwartete Umzug. Klagenfurt/Celovec: Drava, 2017. (sl. Duh Babujan in nepričakovana selitev)

- Meta Osredkar: Hochwürden stirbt grausam. Klagenfurt: Wieser, 2017. (sl. Umor v Šmihelski vasi)

- Marjan Tomšič: Südwind. Ljubljana: Društvo slovenskih pisateljev, 2013. (sl. Južni veter)

- Marjan Rožanc: Liebe. Klagenfurt/Celovec: Drava, 2013. (sl. Ljubezen)

- Peter Kuhar: Widerständig. Klagenfurt/Celovec: Drava, 2010. (sl. Pesem in pelin mojih gozdov)

- Lipej Kolenik: Von Neuem. Klagenfurt/Celovec: Drava, 2008. (sl. Znova)

- Anton Haderlap: Graparji. So haben wir gelebt. Klagenfurt/Celovec: Drava, 2007. (sl. Graparji)